# Libysiren sickenbergi
Libysiren sickenbergi (лат.) — вид вымерших водных млекопитающих из вымершего семейства Protosirenidae отряда сирен. В отличие от современных сирен, представители этого семейства обладали развитыми конечностями и могли перемещаться по суше. Известны из среднего эоцена. Единственный вид рода Libysiren. Ископаемые остатки найдены ещё в 1964 году экспедицией R. J. G. Savage в центральной части северной Ливии.
Типовым образцом является NHMUK M45675a-g, частичный скелет (череп, нижняя челюсть, атлант, передний грудной позвонок и три фрагмента ребра). Его типовым местонахождением является Bu el Haderait, лютетский карбонатный известняк формации Wadi Thamit в Ливии.
Это крупнейший из известных представителей Protosirenidae и самая крупная сирена эоцена, известная на сегодняшний день (кондилобазальная длина черепа более 420 мм). Зубная формула, по-видимому, была 3.1.5.3, как и у всех других сирен эоцена, но зубы в основном не сохранились.
Стабильные изотопы указывают, что Libysiren sickenbergi питался в основном морскими водорослями и обитал исключительно в морской воде.